# Bořetín u Strmilova
Bořetín (deutsch Borschetin) ist eine Gemeinde in Tschechien mit rund 100 Einwohnern. Sie liegt 16 Kilometer nordöstlich von Jindřichův Hradec und gehört zum Okres Jindřichův Hradec.

## Geographie
Der Ort befindet sich westlich der Javořická vrchovina im Tal des Kamenitý potok. Im Westen erhebt sich der 623 m hohe Tůmův vrch.
Nachbarorte sind Dobrá Voda im Norden, Zahrádky im Nordosten, Horní Dvorce im Osten, Palupín im Südosten, Strmilov im Süden, Nová Olešná im Südwesten, Česká Olešná im Westen sowie Březina und Popelín im Nordwesten.

## Geschichte
Die erste urkundliche Erwähnung von Bořetín erfolgte im Jahre 1404.

## Gemeindegliederung
Für die Gemeinde Bořetín sind keine Ortsteile ausgewiesen.

## Sehenswürdigkeiten
- Reste der Burg Tůmův hrad auf dem Tůmův vrch